# Karl Ernst Claus
Karl Ernst Claus (Карл Ка́рлович Кла́ус) (Dorpat, Imperio ruso, [hoy Tartu, Estonia] 22 de enero de 1796 – 24 de marzo de 1864) fue un químico y naturalista ruso de origen alemán del Báltico, profesor en la Universidad de Kazán, y descubridor del rutenio.
Fue boticario en San Petersburgo y en Kazán. En 1828 organiza una expedición a los Urales por minerales, flora y fauna.
Claus descubre el elemento rutenio, que es un elemento transicional ahora listado en la tabla periódica, con el epónimo Rutenia (el nombre latín de Rusia).
Su disertación doctoral fue sobre Grundlagen der analytischen Phytochemie (Bioquímica y Fitoquímica de las Plantas)
- La abreviatura «Claus» se emplea para indicar a Karl Ernst Claus como autoridad en la descripción y clasificación científica de los vegetales.[5]